# Віконт де Бражелон, або Десять років по тому
«Віко́нт де Бражело́н, або Десять років по тому» — останній роман французького письменника Александра Дюма з серії романів про пригоди мушкетерів. Цей роман виходив невеликими серіями з 1847 по 1850 роки і є найбільшим романом з трьох. Роман складається з 268 глав та трьох томів.
Герої трилогії продовжують свої пригоди між роками 1660 та 1673 під час правління молодого короля Людовика XIV. Дія роману відбувається у Франції і також в Англії, де д'Артаньян та Атос допомагають королю Карлу ІІ здобути трон Англії. Інший основний герой роману — син Атоса Рауль де Бражелон, який закохується у фаворитку короля. Історія їх кохання та події навколо арешту Ніколя Фуке займають провідне місце в романі. Тим часом Портос і Араміс знаходять нікому невідомого близнюка короля та замінюють його на справжнього короля. Ця частина роману вийшла також окремою книгою «Чоловік у залізній масці» і була неодноразово екранізована. Цей план провалився, коли Фуке з почуття обов'язку визволив короля і викрив змову. Портос і Араміс стали ворогами короля і мусили тікати від королівських військ. Намагаючись врятувати Араміса, Портос гине. Атос помирає від смутку через загибель свого сина в Африці. В кінці роману також гине д'Артаньян, якого перед самою смертю призначають маршалом Франції.